# Excellence Century Plaza 1
| Dieser Artikel wurde auf der Qualitätssicherungsseite des WikiProjekts Planen und Bauen eingetragen. Dies geschieht, um die Qualität der Artikel aus den Themengebieten Bautechnik, Architektur und Planung auf ein akzeptables Niveau zu bringen. Dabei werden Artikel, die nicht maßgeblich verbessert werden können, möglicherweise in die allgemeine Löschdiskussion gegeben. Hilf mit, die inhaltlichen Mängel dieses Artikels zu beseitigen, und beteilige dich an der Diskussion! |

Der Excellence Century Plaza Tower 1 (chinesisch 卓越世纪中心[1号楼], Pinyin Zhuōyuè Shìjì Zhōngxīn [yīhào lóu]) ist ein Hochhaus in Shenzhen im Stadtbezirk Futian. Baubeginn des Gebäudes mit 280 Metern und 60 Etagen war 2007, fertiggestellt wurde das Gebäude im Jahr 2010. Zum Zeitpunkt der Fertigstellung war es das vierthöchste Gebäude der Stadt.